# Инчампа ла Ноте (Л'Аквила)
Инчампа ла Ноте (итал. Inciampa la Notte) је насеље у Италији у округу Л'Аквила, региону Абруцо.
Према процени из 2011. у насељу је живело 23 становника. Насеље се налази на надморској висини од 592 м.